# ESSEC Business School
ESSEC Business School je evropská obchodní škola s kampusy (pobočkami) ve Francii (Cergy a La Défense v Paříži), Singapuru, Maroku (Rabat) a na Mauriciusu. Byla založena v roce 1907 a v současnosti je akreditovaná u mezinárodních organizací EQUIS, AMBA a AACSB. Má přibližně 45 000 absolventů ze 150 zemí a více než 200 národností.

## Programy a ocenění
Škola nabízí magisterský program v oboru managementu (Master in Management), několik specializovaných magisterských programů v oborech jako marketing, finance, média či personalistika, programy „Executive MBA” a doktorské studium, které vede k získání titulu Ph.D.
V roce 2016 se program „Master in Management“ umístil na 3. místě v mezinárodním žebříčku deníku Financial Times.

## Významní absolventi
- Philippe Sollers (francouzský spisovatel, literární teoretik, scenárista a režisér)
- Cécile Duflotová (francouzská politička)